# تاکامو آسانو
تاکامو آسانو (ژاپنی: 浅野拓磨؛ زادهٔ ۱۰ نوامبر ۱۹۹۴) یک بازیکن فوتبال اهل ژاپن است که در پست مهاجم برای بوخوم بازی می‌کند.
از باشگاه‌هایی که در آن بازی کرده‌است می‌توان به هانوفر، سانفریس هیروشیما، آرسنال و اشتوتگارت اشاره کرد.
وی همچنین در تیم ملی فوتبال ژاپن بازی کرده‌است.

## زندگی حرفه‌ای
تاکامو در سن ۱۸ سالگی ژانویه ۲۰۱۳ به سانفریس هیروشیما پیوست.